# Kenny Cresswell
Kenneth Grant Cresswell (ur. 4 czerwca 1958 w Invercargill w Nowej Zelandii) – nowozelandzki piłkarz, reprezentant kraju.
Karierę reprezentacyjną rozpoczął w 1978. W 1982 został powołany przez trenera Johna Adsheada na Mistrzostwa Świata 1982, gdzie reprezentacja Nowej Zelandii odpadła w fazie grupowej. Karierę zakończył w 1987, a w reprezentacji zagrał w 33 spotkaniach i strzelił 2 bramki.